# مدرع ثلاثي الأحزمة
المدرع الثلاثي الأحزمة (الاسم العلمي: Tolypeutes) هو جنس من الحيوانات يتبع فصيلة المدرعات المتدثرة وأشباهها من رتبة الحزاميات.

## أنواع المدرع الثلاثي الأحزمة
- مدرع جنوبي
- مدرع برازيلي